# 虹が消えた日
「虹が消えた日」（にじがきえたひ）は、秦基博の5枚目のシングル。

## 解説
- 全作詞作曲は秦基博。編曲は松浦晃久（#1）、山本タカシ（#2）、Hi5（#3）。Hi5は、秦基博、山本タカシ、山本隆二、鹿島達也、坂田学の5人による名義。
- 特定の店舗を対象に予約受注分限定特典としてオリジナルブックマーカーが封入。
- 初回限定盤には、2007年に出演したライブの中から選定されたバンドパフォーマンスに加え、「虹が消えた日」のビデオクリップを収録したDVD付。

## 収録曲
1. 虹が消えた日
  - 松竹系公開映画『築地魚河岸三代目』主題歌
  - 朝日放送・テレビ朝日系番組『熱闘甲子園』2008年度（第90回全国高等学校野球選手権記念大会）最終日エンディングテーマ
  - グリコ「パピコ リフレッシュ&ゴー」篇CMソング
  - 映画主題歌として書き下ろされた楽曲。
  - この曲で、テレビ朝日系『ミュージックステーション』に初出演した。
2. 季節が笑う -Bittersweet Lovers-
  - ミニアルバム『僕らをつなぐもの』収録曲のBittersweet Loversバージョン。
3. Baby, I miss you
4. 虹が消えた日（backing track）

## 初回特典DVD収録内容
- 『Live Selection 2007 〜バンドVer.〜』

1. 青い蝶（12月11日@SHIBUYA-AX）
2. 赤が沈む（12月11日@SHIBUYA-AX）
3. Lily（12月11日@SHIBUYA-AX）
4. 色彩（12月27日@F.A.D YOKOHAMA）
5. dot（9月13日@SHIBUYA CLUB QUATTRO）
6. 鱗（うろこ）（12月11日@SHIBUYA-AX）
7. 「虹が消えた日」ビデオクリップ
  - 静岡県の天竜浜名湖線および宮口駅ホーム内で撮影された。
  - スペースシャワーTV等の音楽専門チャンネルをはじめとした音楽番組では、映画のシーンを随所につなぎ合わせたものも制作されている。

## 特典DVD
- 購入者特典として、ツアー『THE RAINBOW CONNECTION TOUR』のファイナル公演の模様をダイジェストで収めたDVD『HATA MOTOHIRO PREMIUM LIVE DVD Vol.2』のプレゼントキャンペーンが行われた。
- ライブのタイトルにちなみ、虹のロゴが入った水色の紙ジャケット仕様となっている。

### 収録曲
1. やわらかな午後に遅い朝食を
2. プール
3. Baby, I miss you
4. シンクロ
5. 虹が消えた日